# Saint-Gilles (Bruselas)

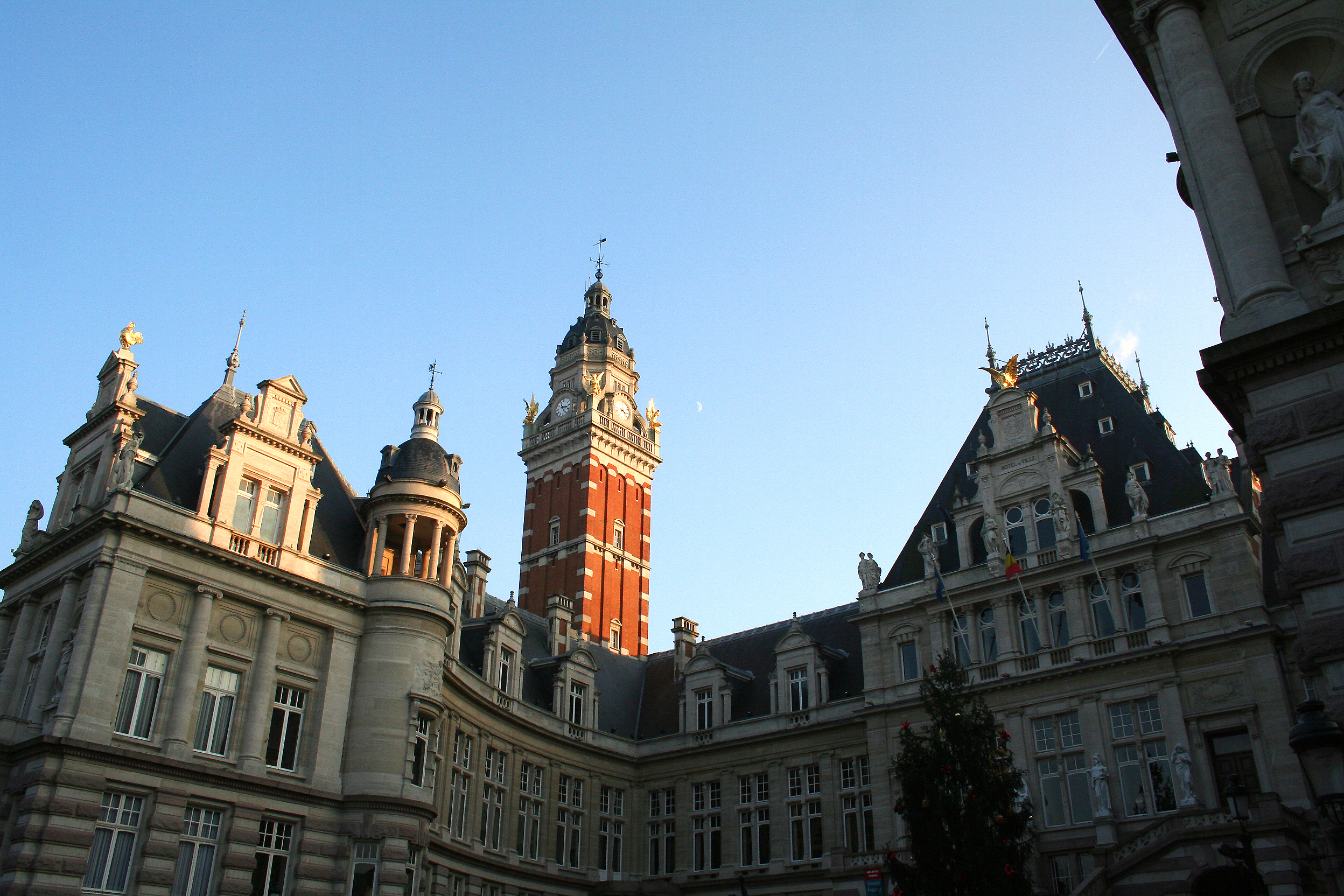
Ayuntamiento de Saint-Gilles.

Saint-Gilles (francés) o Sint-Gillis (neerlandés) es uno de los diecinueve municipios de la Región de Bruselas-Capital. 
El 1 de enero de 2019 tenía 50.267 habitantes, un área total de 2,52 km², por tanto una densidad de población de 19.947,22 habitantes por km². Tiene un destacado club de fútbol (Royale Union Saint-Gilloise) y alberga la casa que se diseñó para sí mismo Victor Horta.

## Demografía

### Evolución
Todos los datos históricos relativos al actual municipio, el siguiente gráfico refleja su evolución demográfica, incluyendo municipios después de efectuada la fusión el 1 de enero de 1977.
| Gráfica de evolución demográfica de Saint-Gilles entre 1846 y 2020 |
|                                                                    |

- Datos: Q237674
- Multimedia: Saint-Gilles (Brussels) / Q237674